# ECW
ECW（Extreme Championship Wrestling、エクストリーム・チャンピオンシップ・レスリング）は、かつてアメリカ合衆国に存在したプロレス団体の名称及びWWEのプロレス番組。

## 概要
プロレス団体としての活動は1992年から2001年まで、2006年から2010年までWWEの番組チームの1つとして復活している。団体設立から1年半までの当初を除き、プロデューサーは一貫してポール・ヘイマンが務め、フィラデルフィアを拠点に活動していた。
インディー団体ならではの試合に主眼をおき、凶器攻撃の許可、リングアウトカウントの廃止などを設定したECWルールを定め、独自の世界観を作りだした。3ウェイダンスなどの試合形式も特徴であった。しかし、団体のキャッチコピーでもあった「ハードコアエクストリーム」とは決して、この様なハードコアマッチ路線のみを意味するのではなく、アメリカンプロレス、ジャパニーズスタイル、ルチャリブレ、ハードコアマッチなどあらゆるタイプの「プロレスの真髄を追究する」というのが団体の基本コンセプトであった。ヘイマンに言わせればECWとは「反体制のライフスタイル」である。
このコンセプトによって、体は大きくないものの、技のキレやシリアスな勝負を持ち味とするいわゆる「ジャパニーズ・スタイル」の選手に活躍の場を与えたことも特筆される。クリス・ベノワ、エディ・ゲレロなどはここをきっかけにスターへの足がかりをつかんだ。またそういったスタイルに触れるには海賊版ビデオを手に入れるしかなかったアメリカのマニアとファンの支持を広く取り込み、さらに人気を拡大させた。レイ・ミステリオやシコシスもECWをきっかけにアメリカでもスター選手としての地位を築いた。
熱狂的なファンも大きな特徴の一つであり、ファン、選手が一体となって興行を行っている雰囲気もあった。特に有名なのは必ず最前列に座っている麦わら帽子の男性とサングラスをかけた男性。あらかじめ用意されていたマネキンの頭部をリングに投げ込んだり、興奮したファンがリングを支配してジャンプしている最中にリングが崩壊する光景などが有名である。また、「ECW」、「Holy shit（「超すげえ」、「クソすげえ」などの意）」など、チャントと呼ばれる様々なコールが存在した。現在もWWEやTNAなどで一部ファンのチャントとして聞くことができる。選手に渡す凶器を持参するファンも多かった。熱狂的な面だけでなく大変な情報通が多く、日本とメキシコのプロレス情報もチェックしており、初登場する選手についても知られていた（クリス・ジェリコは初参戦時に「ライオン・ハート（日本とメキシコでのリングネーム）」チャントが発生して、日本でやっていたことを知っていて驚いたという）。挙げ句の果ては「企画に行き詰まった」、「最近の流れ糞つまらねぇ」の二言三言だけで突然始まる路上プロレスリングにおいては、ファンも一緒に選手に殴られたり、蹴られたり、投げられたり、車に轢かれたりと、後にヘイマンが（裁判トラブルが起こらなかったことから）「一種の奇跡」と吐露した凄まじいプロレス空間が展開された。
試合会場は町のビンゴ・ホールを使用しており、後にECWアリーナと名付けられた。その後、ニュー・アルハンブラと名称が変わり、現在もジ・アリーナの名称で存続しており、インディー団体の聖地となっている。
インディー団体らしく、裏方仕事は選手が行なっていた。トミー・ドリーマーは試合会場の裏方全般を担い、タズはTシャツやロゴのデザイン、スティービー・リチャーズはチケットの受付と電話対応、ダッドリー・ボーイズの2人は会場の契約、その他の選手もグッズの発送や売店での販売、リングの設営などを担当した（「リング内外のことを勉強できた」と振り返るレスラーも多い）。

## 歴史

### ECW
1992年、宝石商を本職とするトッド・ゴードンがフィラデルフィアに設立。設立時は「Eastern Championship Wrestling」の略称で、NWAに加盟する団体の1つであった。当初はジミー・スヌーカ、ドン・ムラコ、ティト・サンタナなど元WWFのベテラン選手たちが多く参戦していた。
ゴードンはプロレスファンではあったが業界に関しては素人であったため、1993年9月18日、ゴードンの依頼により当時失業中だったマネージャーのポール・ヘイマンが団体のプロデューサーに就任。以降、元々熱狂的プロレスマニアだったヘイマンの独自によるブッキングにより、ECWはアメリカプロレス界の革命児として伝説を創ることとなった。新たな団体の象徴としてテリー・ファンクが合流した以外は、元NWA世界タッグ王者のシェーン・ダグラスが多少のネームバリューを持っていた程度で、サンドマン、サブゥー、トミー・ドリーマー、タズマニアックなど、当時アメリカではほぼ無名だった選手たちが団体の顔となった。
1994年8月27日、前年にWCWがNWAを脱退したため空位となっていたNWA世界ヘビー級王座を巡るトーナメントが開催され、ダグラスが優勝。しかし、その場でNWA王座ベルトを投げ捨て、もはやNWAなど無価値、ECW王座こそが真の世界タイトルだとマイクアピールし、団体もNWAから離脱。9月、団体名も「Extreme Championship Wrestling」に変更された。同時期にはWCWとも一時的に協働しており、WCWでは変わり者扱いされていたカクタス・ジャックが参戦してハードコアマッチを展開するようになった。
1995年からはWWFを離脱したジョニー・ポロも、レイヴェンと名乗ってECWに登場している。1996年にはヘイマンがゴードンからECWを買収し、自ら社長に就任。また、この年には上記のメンバーと並び団体の象徴の一人となるサブゥーの弟弟子、ロブ・ヴァン・ダムがECWデビューを果たしている（共にザ・シーク門下）。
1997年4月13日には初めてPPV『ベアリー・リーガル』を開催して全国展開を開始。また、ビンス・マクマホンがECWに対して資金援助を行っていた関係から一時的にWWF（現：WWE）と業務提携を結び、サンドマン、ドリーマーら数人のレスラーがWWFのリングに登場し、逆にWWFからもジェリー・ローラーがECWの大会に出場した。しかし、団体のメジャー化は主力レスラーや人気レスラーが次々とWWFやWCWに引き抜かれるという事態を招くことにもなった。もっとも、多くの選手が他団体では、その個性を活かし切れず、前座や中堅止まりでECWへ復帰している。
1999年夏からTNN（現：Spike TV）と3年契約を交わしケーブルテレビでの放送にも進出した。しかし、ヘイマンの経営者としての手腕の低さや、その企業イメージの悪さなどによって圧倒的にTNNに有利な条件での契約が結ばれた。テレビ放映権料もほとんど取れず、TNNの審査官によって細かく禁止の映像表現や放送禁止用語が設定されたためにECWは、その過激さを奪われた（ヘイマンはこれをアングルに取り入れ、サイラスをTNNが差し向けたヒールの審査官に仕立て、ファンのブーイングを浴びせることでTNNを揶揄した）。また、毎週の番組制作費やPPVの広告費が収益を越え、自転車操業を繰り返したために赤字は加速度的に膨らんでいった。
2000年秋、TNNはWWEの『RAW IS WAR』の放送契約を得ると一方的にECWとの契約を破棄してテレビ放送は終了。
PPVを開催する度に負債額は増えて選手へのギャラも払えなくなり、2001年1月13日の大会をもってECWは活動停止。4月、ECWは倒産してヘイマンも自己破産を申告。債務処理が開始され、6月25日付けで前述のように債権者の一人であったビンス・マクマホンがECWに関する一切の権利を買い取った。活動停止後、ヘイマンや一部の選手はWWFと契約するが、しばらくの間、ECWは表舞台から姿を消す。

### ECW-アライアンス
3月にWWFがWCWに関する権利を買い取った時、ビンス・マクマホンに反旗を翻したシェイン・マクマホンが、ビンスを出し抜いてWCWを買収し、その後宣戦布告をするというエピソードが組まれた。7月、ヘイマンはWWFとWCWに移籍していた旧ECW所属選手の一部を引き抜き、さらにECWの崩壊後、フリーになっていたロブ・ヴァン・ダムとトミー・ドリーマーを新たに加えてECWを復活させる。ECWはステファニー・マクマホンをオーナーに迎えるとともに、WCWと連合して「アライアンス」を結成し、WWFに登場する一大ヒール集団となり、WWF正規軍との抗争を繰り広げた。しかし、WCWから契約をテイクオーバーされるなどして移籍してきたレスラーのほとんどがファンから大きな反応を得られず、さらに「アライアンス」にWCWスーパースターとして新加入したクロニック（ブライアン・アダムス&ブライアン・クラーク）が、その試合内容の悪さから短期間でファームに落とされるなど、アライアンスの商品価値は急落する。そのためわずか半年足らずでWWF対「アライアンス」の抗争は終止符が打たれることとなり、WWF認定の各タイトルとの王座統一戦に、「アライアンス」の王者全員が敗退し、更に11月のサバイバー・シリーズでのエリミネーション・マッチでWWF軍に敗れたことからストーリー上「アライアンス」のメンバーは全員解雇となり、団体抗争ストーリーが終了した。そしてECWの名前は再び表舞台から消滅することになる。

### ECW-WWE
2004年11月にWWEから発売されたDVD『The Rise and Fall of ECW』（日本語版は2005年1月に発売された）は好調な売れ行きをあげ、ECWの崩壊後も人気が根強く残っていることを示した。ロブ・ヴァン・ダムもビンス・マクマホンにECWの復活興行開催を提言している。
2005年6月12日、これらを受けてWWEは、かつてのECW所属選手及びWWE所属選手のECW出身選手を集めて、一夜限りのECWリユニオンイベント『ECW ワン・ナイト・スタンド』を開催した（このWWEのプロジェクトに対抗して、2日前の6月10日にはシェーン・ダグラス、レイヴェンが中心となって『ハードコア・ホームカミング』という大会が旧ECWアリーナで開催されている）。
2006年6月11日にも前年に引き続き『ECW ワン・ナイト・スタンド』が行われたが、ダッドリー・ボーイズ（ババ・レイ・ダッドリー&ディーボン・ダッドリー）やライノら旧ECW勢がWWEを離脱したため、ECWに在籍したことのない選手の試合が多く組まれた結果、ECWの復活したイメージが希薄になるなど、前年とはかなり印象の異なる大会となった。
2006年に入り、その根強いECWの人気を受けてWWEは『RAW』、『SmackDown』に次ぐ第3のブランドとして『ECW』の復活を決定した。ブッカーにはポール・ヘイマンおよび現役を引退してWWEのブッカーとなっていたトミー・ドリーマーが就任することとなった。しかし、WWEが復活させたECWは、かつての「EC "Fuckin'" W」（放送禁止用語のため、オフィシャルTシャツなどの表記は「EC "F'N" W」）とは似て非なるものであり、保護者団体の圧力により、以前のようなハードコアを行うことができないでいた。また、ダグラス、ダッドリーズ、レイヴェンなど、ECWの象徴ともいえるレスラーが当時はTNAに所属しており、WWEに出場できなかったことも違和感に拍車をかけ、視聴率の面でも苦戦を強いられることとなった。WWEもテコ入れ策としてレネ・デュプリーをRAWから移籍させたり、ケビン・ソーンを新たに登場させたりしたが、テコ入れすればするほどにEC "Fuckin'" Wから遠ざかってしまっていた。12月、ヘイマンがWWEから解雇される。その当時はECW世界ヘビー級王座に新鋭のボビー・ラシュリーが就き、ハードコア・ホーリーやヴァン・ダムなどが、それを追う展開となった。また、サンドマン、サブゥー、ボールズ・マホーニーなど、かつてECWに在籍したレスラーはECWオリジナルズと位置づけられ、彼らを露骨に嫌うマクマホンがイライジャ・バークなどWWE本隊の若手（ニュー・ブリード）を送り込んで抗争を仕掛けるというストーリーが組まれた。

### 終焉
末期には、かつてECWに所属していたレスラーはおらず、もはや過去の「EC "Fuckin'" W」の面影は無くなり、エクストリームルールでの試合が行われることも少なくなっていた。ECWというよりも、WWEの第3番組として将来を担う若手選手の育成や中堅選手の浮上のきっかけとするためのポジションに収まっていた（当時では一部の例外を除き、WWEでのデビューはECWで行なわれることがほとんどであった）。さらに、台頭してきた若手や軸となる選手を中心にベビーフェイスとヒールの区分けが明確化し、徐々に評価を上げていた。その影響か、浮き沈みの激しい他番組と比べて安定した視聴率を保っていた。
その後、2010年2月に番組終了が発表され、2月16日の収録をもって最終回を迎えた（翌週から新番組『NXT』がスタート）。ECWは再び、歴史の表舞台から姿を消すこととなった。
番組終了以降、WWEではこれといった展開をしていなかったが、2012年5月にWWEに復帰したヘイマンによって、ECWの名試合を収めたDVDの発売、WWE公式WEBサイトでの特集など、様々なプロデュースがなされている。

### その後
2012年10月、トミー・ドリーマーがECWに参戦した選手を集めてハウス・オブ・ハードコアなるプロレス団体を立ち上げ、2020年4月まで活動していた。

## 日本との関係
日本のプロレス団体との交流を積極的に行っており、まだ日本のファンに知れ渡る前、W★INGプロモーションが新生W★INGとして活動を再開したさい、サンドマンやパブリック・エネミー等、当時のECW所属選手らを招聘しているが、杜撰な経営により活動を停止し、関係は途切れている。
1997年2月、I.W.A.JAPANがWWFで極東担当を務めていた佐藤昭雄を専務取締役として招聘し、佐藤のラインから業務提携を行い、トミー・ドリーマー、レイヴェン、スティービー・リチャーズ、ババ・レイ・ダッドリーなどのECW所属選手が興行に参加した。だが、佐藤が「FFF（プロレスリング統一機構）」の設立に関与し、11月に佐藤はI.W.A.JAPANを退社をしたことで関係が途切れている。なお、佐藤が関与したFFFは旗揚げ前に頓挫しているため、ECWとは関係を持っていない。
その後、正式なプロレス団体同士の業務提携はなかったが、みちのくプロレス、FMWの選手がECWのリングに登場し、ECW所属選手もFMWに登場した。田中将斗はECW世界ヘビー級王座を戴冠し、海援隊のメンバーはbWoのメンバーであったなど、多くの選手が活躍を残している。
2016年10月にはNOSAWA論外がシェーン・ダグラス、トミー・ドリーマー、スペル・クレイジーらECW出身者を招聘して興行を開催している。

## タイトル
- ECW世界ヘビー級王座
- ECW世界タッグ王座
- ECW世界TV王座
- ECWペンシルバニア州王座
- ECWメリーランド州王座
- FTWヘビー級王座

## 参戦選手
2006年にECWが復活以降の参戦選手については「WWEに所属する人物一覧」を参照。
- アーン・アンダーソン
- アダム・フラッシュ
- アブドーラ・ザ・ブッチャー
- アル・スノー
- アクセル・ロッテン
- アンヘル・メディーナ
- EZマネー
- イアン・ロッテン
- ヴィトー
- ウルフ・ハーマン
- HCロック
- Xフライ
- エディ・ゲレロ
- LAスムース
- カクタス・ジャック
- キッド・キャッシュ
- キューバン・アサシン
- キングコング・バンディ
- クリス・キャニオン
- クリス・ジェリコ
- クリス・チェッティ
- クリス・ハムリック
- クリス・ベノワ
- クリスチャン・ヨーク
- ゲーリー・オブライト
- サイモン・ダイアモンド
- サイラス
- サブゥー
- サルバトーレ・ベロモ
- サンドマン
- CWアンダーソン
- シコシス（初代）
- シェーン・ダグラス
- シェリー・マーテル
- ジミー・スヌーカ
- ジミー・デル・レイ
- ジャズ
- ジャスティン・クレディブル
- ジャック・ビクトリー
- ジョーイ・マシューズ
- ジョニー・グランジ
- ジョニー・デバイン
- ジョン・クローナス
- スコッティ・アントン
- スコット・ダモール
- スコット・ホール
- スティービー・リチャーズ
- スティーブ・オースチン
- スパイク・ダッドリー
- スペル・クレイジー
- 7-11
- ダグ・ファーナス
- TAJIRI
- タズ
- ダッドリー・ダッドリー
- 田中将斗
- ダニー・ドーリング
- ダミアン666
- ダミアン・ケイン
- タリー・ブランチャード
- ダレン・ドロズドフ
- 2・コールド・スコーピオ
- チャド・オースティン
- チャド・コリアー
- ティト・サンタナ
- テリー・ファンク
- ディーボン・ダッドリー
- ディーン・マレンコ
- ドーン・マリー
- トニー・デヴィート
- トニー・ママルーク
- トミー・ドリーマー
- トム・プリチャード
- トレイシー・スマザーズ
- ドン・ムラコ
- 911
- ニコール・バス
- ニュー・ジャック
- ノヴァ
- バイオハザード
- ババ・レイ・ダッドリー
- バリー・ハーディー
- バン・バン・ビガロ
- PNニュース
- ビッグ・タイタン
- ビッグ・ディック・ダッドリー
- ビッグ・グイドー
- ビリー・ワイルズ
- ビル・アルフォンソ
- フィル・ラフォン
- ブラッカス
- ブラックスミス
- フランシーン
- ブルー・ミーニー
- ヘスス・クリストバル
- ペリー・サターン
- ボールズ・マホーニー
- ポール・ダイヤモンド
- ホルヘ・エストラーダ
- マイキー・ウィップレック
- マイク・オーサム
- マイク・ベル
- マリア・ホサカ
- ムスタファ・サイード
- ライノ
- ランス・ストーム
- リッキー・バンデラス
- リトル・グイドー
- レイ・ミステリオ・ジュニア
- レイヴェン
- レジー・ベネット
- レックス・キング
- レッドドッグ
- レニー・レーン
- ロードキル
- ロッコー・ロック
- ロブ・ヴァン・ダム
- ロン・シモンズ

## ゼネラルマネージャー
2006年から2010年の番組終了まで最高責任者としてマッチメイク権などを持っていた。
- ポール・ヘイマン（2006年6月13日 - 2006年12月4日）
- アルマンド・エストラーダ（2007年8月14日 - 2008年6月3日）
- セオドア・ロング（2008年6月3日 - 2009年4月7日）
- ティファニー（2009年4月7日 - 2010年2月16日）